# Карагана древовидная
Карага́на древови́дная (лат. Caragána arboréscens) — листопадный кустарник, типовой вид рода Карагана. Повсеместно встречается под тривиальным названием жёлтая акация, хотя с ботанической точки зрения это неверно, к растениям из рода Акация никакого отношения не имеет. В XIX веке была известна в России под названиями гороховник, гороховик, сибирская акация, гороховая акация.

## Ботаническое описание
Высокий кустарник или деревце высотой 2—7 метров со стволами толщиной до 10—15 см.
Корневая система пластичная, состоит из большого числа длинных корней, распространяющихся в верхних и более глубоких горизонтах почвы. На мелких корешках находятся клубеньки с азотфиксирующими бактериями. В связи с этим рост других деревьев, посаженных рядом с акацией, увеличивается.

Карагана древовидная. Цветок

Листья очерёдные, черешковые, сложные, состоящие из пяти — восьми пар супротивных листочков.
Ярко зелёные, гладкие, длиной около 5 сантиметров. Жилкование перисто сетчатое, форма продолговато-обратнояйцевидная. У основания округлая или ширококлиновидная, край ровный, кончик остроконечный. Черешки густо покрыты волосками.
Цветки довольно крупные, обоеполые, мотылькового типа, с жёлтым венчиком, в пучках по 2—5 штук в пазухах листьев. В цветке — десять тычинок, девять из них срослись нитями в трубку, одна — свободная. Нектароносная ткань располагается на дне венчика. Цветёт в конце весны — начале лета.
Пыльцевые зёрна — трёхбороздно-поровые, шаровидной или шаровидно-сплющенной формы. Длина полярной оси — 17—20,4 мкм, экваториальный диаметр — 17—22 мкм. В очертании с полюса — округло треугольные, с экватора — округлые или широко эллиптические. Борозды — шириной 3—4 мкм, длинные, с ровными краями, с остро оттянутыми концами, не сходящимися у полюсов. Поры овальные, продольно вытянутые, шириной, равной ширине борозд или несколько больше, длиной 6—8 мкм; часто бывают слабо заметны. Мембрана борозд и пор — мелкозернистая. Ширина мезокольпиума — 13,6—15,3 мкм, диаметр апокольпиума — 4,6—5,7 мкм. Экзина — толщиной 1—1,3 мкм, текстура — мелкопятнистая. Пыльца — бледно-оранжевого цвета.
За сутки распускается в среднем 286 цветков.
Плод — линейно-цилиндрический боб. Плоды созревают в июле — августе.
Зацветает и начинает плодоносить с 3— 5-летнего возраста.

## Распространение и экология
Произрастает в лесной зоне Сибири (Алтай, Саяны), на Южном Урале, в Восточном и Центральном Казахстане, на Кавказе (в Грузии) и в других регионах.
Растёт в лесной зоне по берегам рек, на песках и галечниках, по разреженным лесам и лесным опушкам, на склонах оврагов, по каменистым склонам и скалам; реже попадается в степной области, придерживаясь ее окраин и выбирая тенистые местообитания.
Размножается семенами и черенками.
Малотребовательное к почвенным условиям, хорошо переносящее засуху и морозы растение. Не выносит переувлажненных и заболоченных мест. Одно растение живет более ста лет. Светолюбиво, но переносит слабое отенение.

## Химический состав
Листья содержат горький малоизученный глюкозид караганин и от 285 до 400 мг % аскорбиновой кислоты.
| Что анализировалось | Фаза                 | Воды (в %) | От абсолютного сухого вещества в % | От абсолютного сухого вещества в % | От абсолютного сухого вещества в % | От абсолютного сухого вещества в % | От абсолютного сухого вещества в % | Источник и район  |
| Что анализировалось | Фаза                 | Воды (в %) | золы                               | протеина                           | жира                               | клетчатки                          | БЭВ                                | Источник и район  |
| ------------------- | -------------------- | ---------- | ---------------------------------- | ---------------------------------- | ---------------------------------- | ---------------------------------- | ---------------------------------- | ----------------- |
| Листья              | Молочноспелые семена | 59,1       | 7,3                                | 35,3                               | 8,2                                | 12,5                               | 36,7                               | Ермаков, 1936     |
| Листья              | Осыпание семян       | 19,9       | 11,6                               | 9,5                                | 6,2                                | 23,8                               | 38,5                               | Ермаков, 1936     |
| Семена              | —                    | 11,8       | 4,2                                | 30,0                               | 9,0                                | 3,1                                | 53,7                               | Кардашев, 1922    |
| Листья зелёные      | —                    | 76,5       | 5,6                                | 20,8                               | 4,3                                | 16,5                               | 52,8                               | Попов и др., 1944 |
| Листья сухие        | —                    | 10,7       | 5,6                                | 18,3                               | 3,0                                | 21,7                               | 51,4                               | Попов и др., 1944 |

## Значение и применение
На Алтае летом поедается алтайским маралом (Cervus elaphus sibiricus Severtzow), а зимой становится одним из основных кормов. Листья и молодые побеги охотно поедаются овцами и козами, несколько хуже крупным рогатым скотом.
Декоративное растение. Имеет несколько садовых форм. Хорошо переносит стрижку, широко применяется для создания плотных живых изгородей при озеленении. Применяется для мелиорации, как улучшающий почву и закрепляющий пески и склоны оврагов кустарник.
Семена содержат 12,4 % жирного масла и служат хорошим кормом птицам, а в голодные годы употреблялись в пищу и людьми.
Древесина имеет желтоватый оттенок, с бурым ядром, очень прочная, твёрдая и гибкая. Используется для изготовления поделок, а из молодых длинных побегов плетут корзины.

### В пчеловодстве
Ценный раннелетний медонос и пыльценос. В ареале естественного произрастания мёдопродуктивность зарослей достигает 300—350 кг/га. По данным Н. В. Усенко (1956) продуктивность 300—400 кг/га. Определение нектаропродуктивности на биологической станции Уссурийского государственного педагогического института в 8 км от Уссурийска показало содержание нектара в 1 цветке 0,86—1,780 мг и мёдопродуктивность 250—300 кг/га. Продуктивность мёда в Томской области 170 кг/га, в Кемеровской 250—300 кг/га. В Нижнем Поволжье сахаропродуктивность 100 цветков 50—70 мг. Показания контрольного улья во время цветения в Горной Шории, на юге Кемеровской области доходили до 16 кг в день и в целом до 65 кг за период цветения. Пыльцевая продуктивность 100 цветков 177 мг, всего растения до 4,3 грамма. Концентрация сахара в нектаре доходит до 60 %. Мёд с жёлтой акации один из лучших для зимовки в пчёл.
Нектароносная ткань расположена на верхушке цветоложка. Между основаниями сросшихся тычинок и основанием завязи образуется ложбинка, дно и стенки которой выстланы зеленоватой нектароносной тканью. С боковых сторон свободной тычинки нектароносная ткань прерывается, а затем вновь появляется, окружая основания свободной тычинки.

### Приметы
Возле жёлтой акации кружится много насекомых — перед ненастьем. Народная примета.

## Классификация

### Таксономия
Caragana arborescens Lam., 1785, Encycl. 1: 615
Вид Карагана древовидная относится к роду Карагана (Caragana) подсемейства Мотыльковые (Papilionoideae) семейства Бобовые (Fabaceae) порядка Бобовоцветные (Fabales). Таксономическая схема в соответствии с Системой APG IV по состоянию на декабрь 2023 года:
|  |                                      |  |                                   |                                   |                   |  | ещё 3 семейства | ещё 3 семейства   |                          |  |  |  | еще 523 рода                                                     | еще 523 рода         |  |  |
|  |                                      |  |                                   |                                   |                   |  | ещё 3 семейства | ещё 3 семейства   |                          |  |  |  | еще 523 рода                                                     | еще 523 рода         |  |  |
|  |                                      |  |                                   | порядок Бобовоцветные             |                   |  |                 |                   | подсемейство Мотыльковые |  |  |  |                                                                  | Карагана древовидная |  |  |
|  |                                      |  |                                   | порядок Бобовоцветные             |                   |  |                 |                   | подсемейство Мотыльковые |  |  |  |                                                                  | Карагана древовидная |  |  |
|  | отдел Цветковые, или Покрытосеменные |  |                                   |                                   | семейство Бобовые |  |                 |                   | род Карагана             |  |  |  |                                                                  |                      |  |  |
|  | отдел Цветковые, или Покрытосеменные |  |                                   |                                   |                   |  |                 |                   |                          |  |  |  |                                                                  |                      |  |  |
|  |                                      |  | ещё 63 порядка цветковых растений | ещё 63 порядка цветковых растений |                   |  |                 | еще 5 подсемейств | еще 5 подсемейств        |  |  |  | еще 106 подтвержденных видов и 13 видов, ожидающих подтверждения |                      |  |  |
|  |                                      |  |                                   | ещё 63 порядка цветковых растений |                   |  |                 |                   | еще 5 подсемейств        |  |  |  |                                                                  |                      |  |  |

### Синонимы
- Aspalathus arborescens Amman
- Aspalathus caragana (L.) Kuntze
- Aspalathus redowskii (DC.) Kuntze
- Caragana altagana (Pall.) Poir.
- Caragana altagana J.St.-Hil.
- Caragana arborescens f. lorbergii Koehne
- Caragana arborescens f. nana (H.Jaeger) Rehder
- Caragana arborescens f. pendula (Carrière) Zabel
- Caragana arborescens var. acuta Kom.
- Caragana arborescens var. angustifolia Kom.
- Caragana arborescens var. dubia Kom.
- Caragana arborescens var. fruticosa (Pall.) Kom.
- Caragana arborescens var. marjanovii
- Caragana arborescens var. nana H.Jaeger
- Caragana arborescens var. obovata Kom.
- Caragana arborescens var. pendula (Carrière) Hartwig & Rümpler
- Caragana arborescens var. redowskii (DC.) Schübeler
- Caragana caragana (L.) H.Karst.
- Caragana caragana var. pendula (Carrière) Asch. & Graebn.
- Caragana fruticosa (Pall.) Besser
- Caragana fruticosa (Pall.) Kom.
- Caragana fruticosa var. multiflora H.Xie & Y.T.Zhao
- Caragana inermis Moench
- Caragana mongolica K.Koch
- Caragana mongolioa K.Koch
- Caragana pendula Carrière
- Caragana redowskii DC.
- Caragana sibirica Medik.
- Caragana sophorifolia K.Koch
- Robinia altagana Pall.
- Robinia altagana L'Her.
- Robinia altagana var. fruticosa Pall.
- Robinia caragana L.
- Robinia caragana var. altagana (Pall.) Sims
- Robinia caragana var. arborea Sims
- Robinia mongolica Sw. ex Besser
- Robinia speciosa Sw. ex Besser

### Книги
- Бурмистров А. Н., Никитина В. А. Медоносные растения и их пыльца: Справочник. — М.: Росагропромиздат, 1990. — С. 81. — 192 с. — ISBN 5-260-00145-1.
- Ларин И. В. Кормовые растения сенокосов и пастбищ СССР : в 3 т. / под ред. И. В. Ларина. — М. ; Л. : Сельхозгиз, 1951. — Т. 2 : Двудольные (Хлорантовые — Бобовые). — С. 682—683. — 948 с. — 10 000 экз.
- Павлов Н. В. Растительное сырье Казахстана / под ред. В. Л. Комарова. — М. Л.: АН СССР, 1947. — С. 317—318. — 551 с. — 2000 экз.
- Пояркова А. И. Род 805. Карагана — Caragana Lam. // Флора СССР = Flora URSS : в 30 т. / гл. ред. В. Л. Комаров. — М. ; Л. : Изд-во АН СССР, 1945. — Т. 11 / ред. тома Б. К. Шишкин. — С. 362—363. — 432 с. — 4000 экз.
- Прогунков В. В. Ресурсы медоносных растений юга Дальнего Востока. — Владивосток: Издательство Дальневосточного университета, 1988. — С. 42. — 228 с. — 5000 экз.
- Строгий А. А. Деревья и кустарники Дальнего Востока. — М.: ДАЛЬГИЗ, 1934. — С. 15. — 230 с.

### Статьи
- Корешков В. М. Желтая акация // Пчеловодство : журнал. — 1973. — № 9. — С. 22—24.
- Мчедлишвили Г. И. Корневая система медоносов // Пчеловодство : журнал. — 1962. — № 1. — С. 30.
- Пельменов В. К., Харитонова Л. Ф. Медоносы семейства бобовых // Пчеловодство : журнал. — 1986. — № 2. — С. 13—15.
- Репневски В. В. Жёлтая акация на овражно-балочных землях // Пчеловодство : журнал. — 1978. — № 12. — С. 18.
- Руднянская Е. И. Пыльценосы семейства бобовых // Пчеловодство : журнал. — 1982. — № 9. — С. 16—17.
- Суворова С. А. Декоративные кустарники — медоносы // Пчеловодство : журнал. — 2008. — № 1. — С. 20—22. — ISSN 0369—8629.